# Индийская коралловая кошачья акула
Индийская коралловая кошачья акула (лат. Atelomycterus marmoratus) — вид акул семейства кошачьи акулы (Scyliorhinidae). Встречается в Индийском и западной части Тихого океана, от Пакистана до южного Китая и Тайваня. В длину вырастает до 70 см. МСОП характеризует охранный статус этого вида как «Близкий к уязвимому состоянию».

## Таксономия
Индийская коралловая кошачья акула впервые была описана неизвестным автором, за которого, как правило, принимают английского зоолога Эдварда Тёрнера Беннетта, в 1830 году в книге англ. «Memoir of the Life and Public Services of Sir Thomas Stamford Raffles». Первоначально вид был назван Scyllium marmoratum, от латинского слова лат. marmoratus, что означает «мраморный». В 1913 году Самуэль Гарман отнёс этот вид к роду Atelomycterus . Голотип был пойман около Суматры и, вероятно, впоследствии утрачен.

## Ареал и среда обитания
Наиболее широко индийские коралловые кошачьи акулы распространены у берегов Пакистана и Индии, а в Юго-Восточной Азии на Тайване, Филиппинах и Новой Гвинее. На север ареал распространяется до острова Рюкю. Эти акулы являются донным видом и населяют прибрежные коралловые рифы на глубине не более 15 м.

## Описание
У индийских коралловых кошачьих акул очень тонкое, цилиндрическое, плотное тело и короткая, узкая голова. Морда короткая и слегка сплюснутая, с тупым кончиком. Глаза овальные, вытянуты по горизонтали, имеют рудиментарные мигательные мембраны, позади глаз расположены дыхальца среднего размера. Большие ноздри покрыты широкими, треугольными складками кожи, которые оставляют небольшие входящие и выходящие отверстия. Носовые складки достигают рта, скрывая широкие канавки по углам, соединяющие выходное отверстие ноздрей и рот. Мелкие зубы имеют узкое центральное остриё, окружённое 1—2 небольшими заострёнными выступами с обеих сторон. У индийской коралловой кошачьей акулы имеется пять пар жаберных щелей.

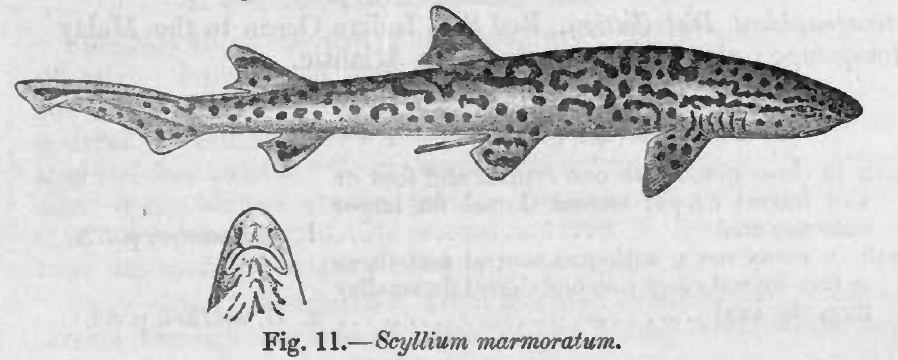

Грудные плавники довольно большие. Первый спинной плавник наклонён вперед и берёт своё начало над задним краем брюшных плавников. Второй спинной плавник имеет ту же форму и немного меньше первого. Его основание лежит на передней четверти основания анального плавника. У взрослых самцов имеются тонкие, сужающиеся птеригоподии, которые в длину приблизительно равны 2/3 расстояния между брюшными и анальными плавниками. Анальный плавник значительно меньше спинных плавников. Хвостовой плавник относительно короткий и широкий, с неразвитой нижней лопастью и вентральной выемкой возле кончика верхней лопасти. Толстая кожа покрыта твёрдыми плакоидными чешуйками. Окрас очень разнообразен, на сером фоне разбросаны многочисленные чёрные и белых пятна. Эти пятна иногда сливаются и образуют горизонтальные отметины, которые захватывают спинной плавник и жаберные щели. Брюхо ровного белого цвета. Этот вид вырастает до 70 см в длину.

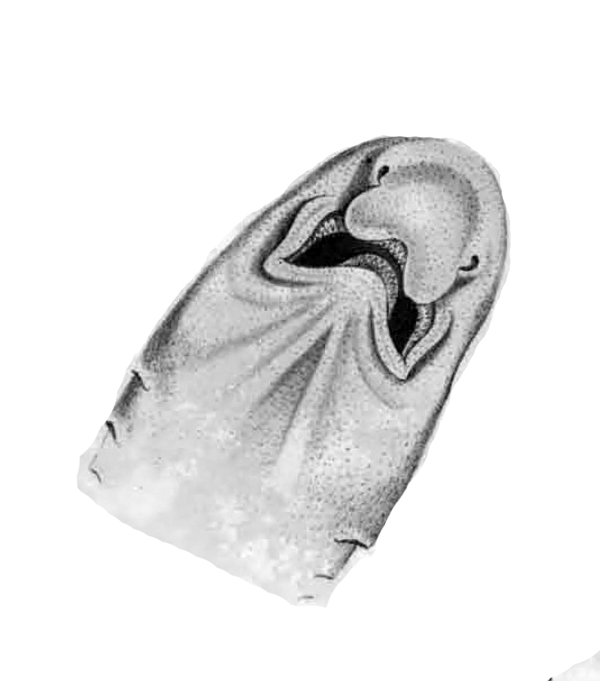

## Биология
Удлинённое тело индийской коралловой кошачьей акулы позволяет ей перемещаться в узких рифовых расщелинах, хотя она и не может «ползать» с помощью грудных и брюшных плавников, подобно глазчатой кошачьей акуле (Hemiscyllium ocellatum). Этот вид ведёт в основном сумеречный и ночной образ жизни и начинает активно охотиться во второй половине дня и до восхода солнца. Обычно в течение дня эта акула индивидуально или группами прячется под рифовыми сводами. Некоторые особи возвращаются в одно и то же укрытие в течение нескольких дней. Этот вид питается мелкими донными беспозвоночными и костистыми рыбами.

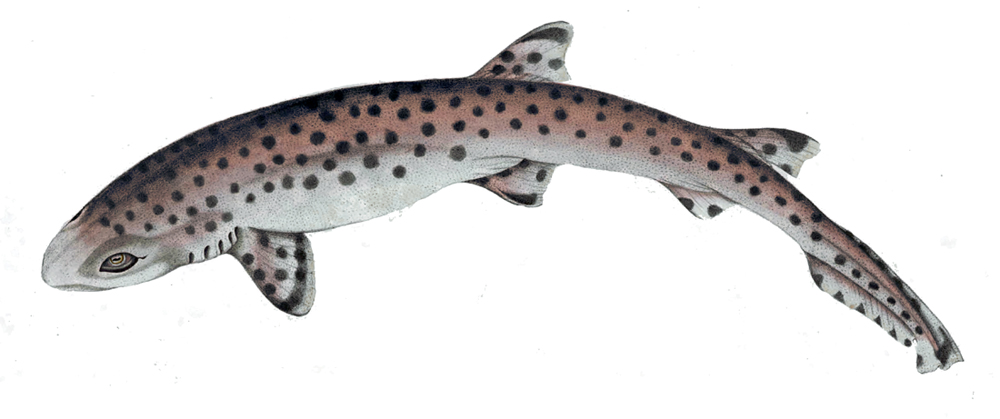

### Размножение
Этот вид акул размножается, откладывая яйца, заключённые в капсулу. За свою форму эти капсулы получили название «русалочьи кошельки». Обычно самки откладывают по 2 яйца за один раз. Размер капсулы составляет приблизительно 6—8 см в длину и 2 см в ширину, с двумя сужениями; один конец капсулы имеет квадратную форму, в то время как на другом имеется два коротких «рога», которые могут оканчиваться короткими усиками. Самка откладывает яйца на дно. Только что отложенная капсула имеет светло-коричневый окрас, и темнеет с течением времени. Новорожденные вылупляются в течение 4—6 месяцев при температуре 26 °C. Акулят трудно увидеть, скорее всего, они прячутся от хищников на рифе. Их длина составляет 10—13 см, кроме того, они имеют на спине контрастный узор из светлых и тёмных вертикальных полос, иногда с чёрными и белыми точками. В возрасте три месяца они вырастают на 4—5 см, их окраска становится такой же, как у взрослых акул. Самцы и самки достигают половой зрелости при длине 47—62 см, соответственно.

## Взаимодействие с человеком
Небольшое количество индийских коралловых кошачьих акул добывают кустарным промыслом на рифах в восточной части Индонезии. Мясо употребляют в пищу, перерабатывают на рыбную муку, используют печень для получения жира, но размер этих акул ограничивает их экономическое значение. Международный союз охраны природы (МСОП) оценил статус сохранности этого вида, как «Близкий к уязвимому положению» из-за повышения интенсивности рыболовства и ухудшения условий в местах обитания.

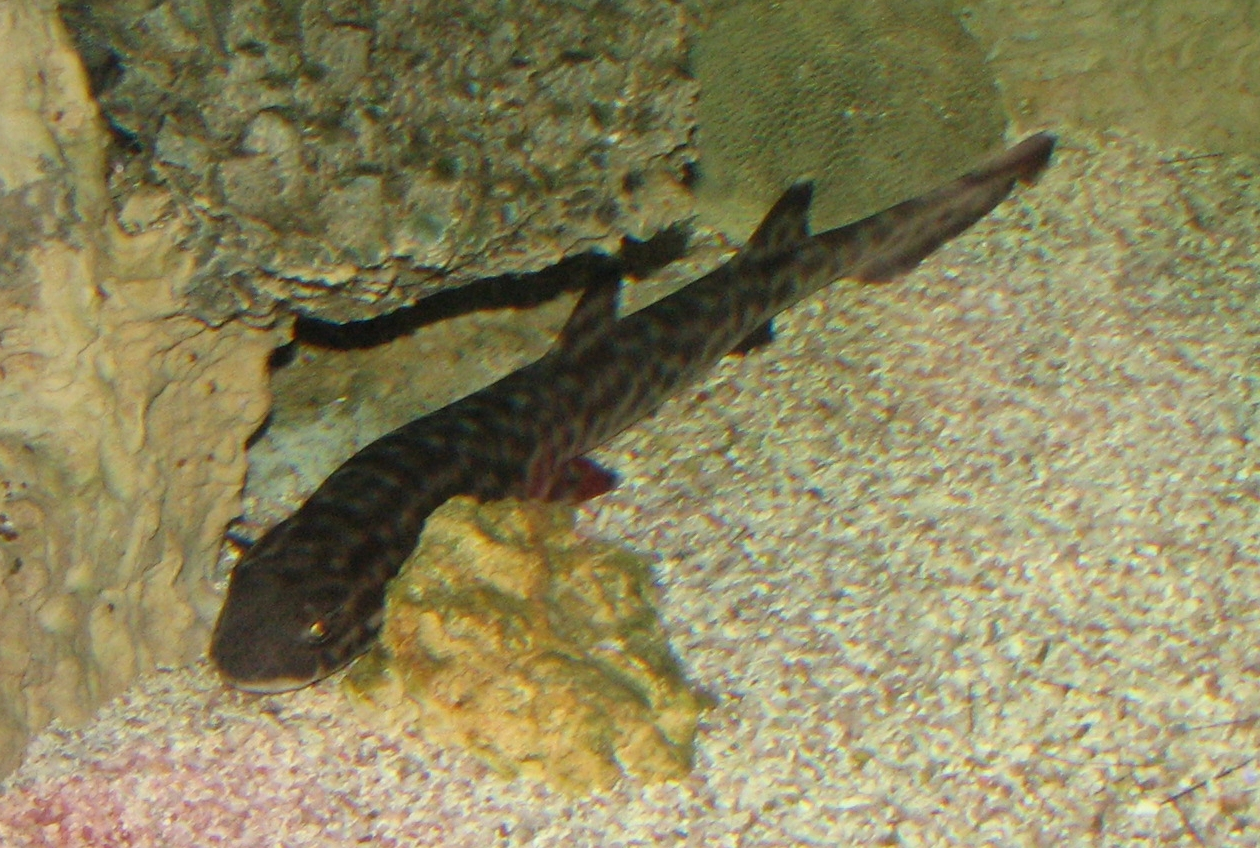

### Содержание в аквариумах
Коралловых кошачьих акул часто держат в солоноводных аквариумах. Для содержания этих акул требуется аквариум не менее 3 м в длину, с достаточно глубокими укрытиями. В неволе эти акулы могут доживать до 20 лет и успешно размножаются. Кроме того, они агрессивнее других живущих в неволе акул и могут нападать на соседей по аквариуму, даже если это крупная рыба, которую они не могут съесть.